# Petrovice (okres Bytča)
Petrovice jsou obec na Slovensku v okrese Bytča.

## Historie
Obec byla založená v druhé polovině 13. století. První písemná zmínka o obci pochází z roku 1312. Lidé se především věnovali zemědělství, kdy pěstovali hlavně obilniny. Později se rozšířil chov dobytka. V 15. století se zhoršily všeobecné poměry: zemani začali zavádět nové povinnosti, omezilo se svobodné stěhování poddaných a zvýšila se feudální renta.
Na osud Petrovic mělo vliv časté měnění vlastníka bytčanského panství v 15. a 16. století, což trvalo až do roku 1558, kdy byla uzavřena vzájemná dohoda mezi Rafaelem Podmanickým a Jánem Imrafim. Daňový zápis potvrzuje, že v roce 1553 Petrovice se všemi vesnicemi bytčanského panství patřily pod hrad Hričov. Od roku 1563 až do roku 1626 bytčanské panství vlastnili Thurzovci (jedna z nejbohatších feudálních rodin na Slovensku). Obyvatelstvo nemělo jednoduchý život, muselo odevzdávat dávky, státní i župovské daně a církevní desátky. Během války navíc měla každá sedlácká usedlost povinnost dát jednoho pracovníka na 6-12 dní práce na budování opevnění. V roce 1593 žilo v Petrovicích 13 rodin.
V 17. století panovaly v oblasti vnitřní nepokoje a od roku 1608 byli poddaní připoutáni k půdě. V tomto období žilo v Petrovicích 14 rodin.
V 18. století se bytčanské panství dostalo do ruk Esterháziovců, kteří ho vlastnili až do konce feudalismu. Krajina se začala obnovovat po válkách a nepokojích. Hlavním zaměstnáním bylo stále zemědělství a druhy pěstovaných rostlin se v průběhu staletí téměř nezměnily. V obci žilo 64 rodin. Ty však zdejší zemědělství nemohlo uživit, proto museli hledat způsob obživy jinde. Josef II. později zrušil nevolnictví.
V 19. století v obci žilo 139 rodin a obec měla celkově 609 obyvatel. V druhé polovině 19. stoletá tvořili jádro obyvatelstva především drobní rolníci. Vykoupit se od všech povinností se podařilo v Petrovicích až mnoho let po zrušení poddanství.

## Geografie
Obec se nachází v nadmořské výšce 371 metrů a rozkládá na ploše 32,536 km². K 31. prosinci roku 2015 žilo v obci 1 569 obyvatel.

## Památky
- Kostel narození Panny Marie.
- Kaple na Barborke

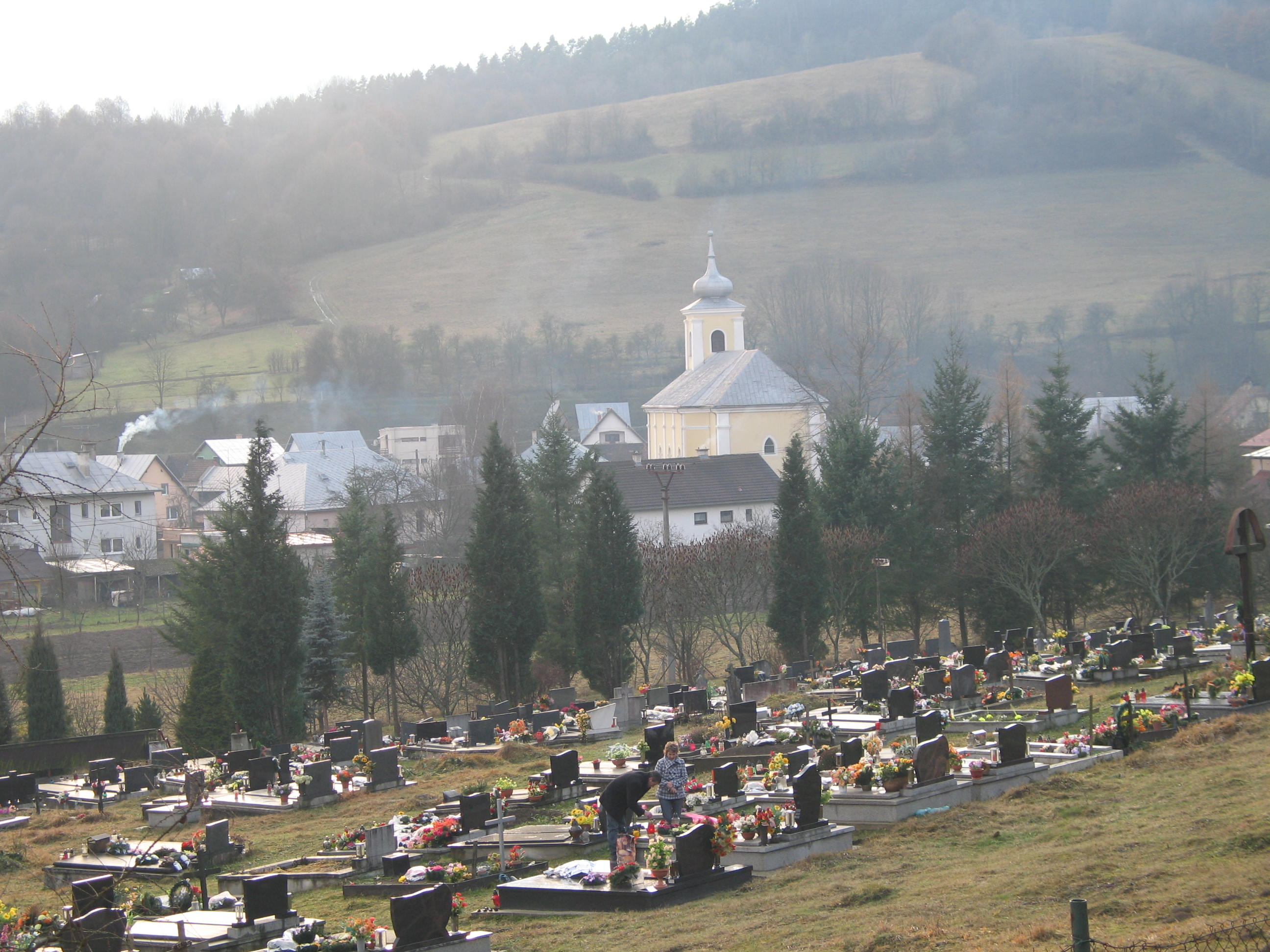
Výhled z kaple na Petrovice

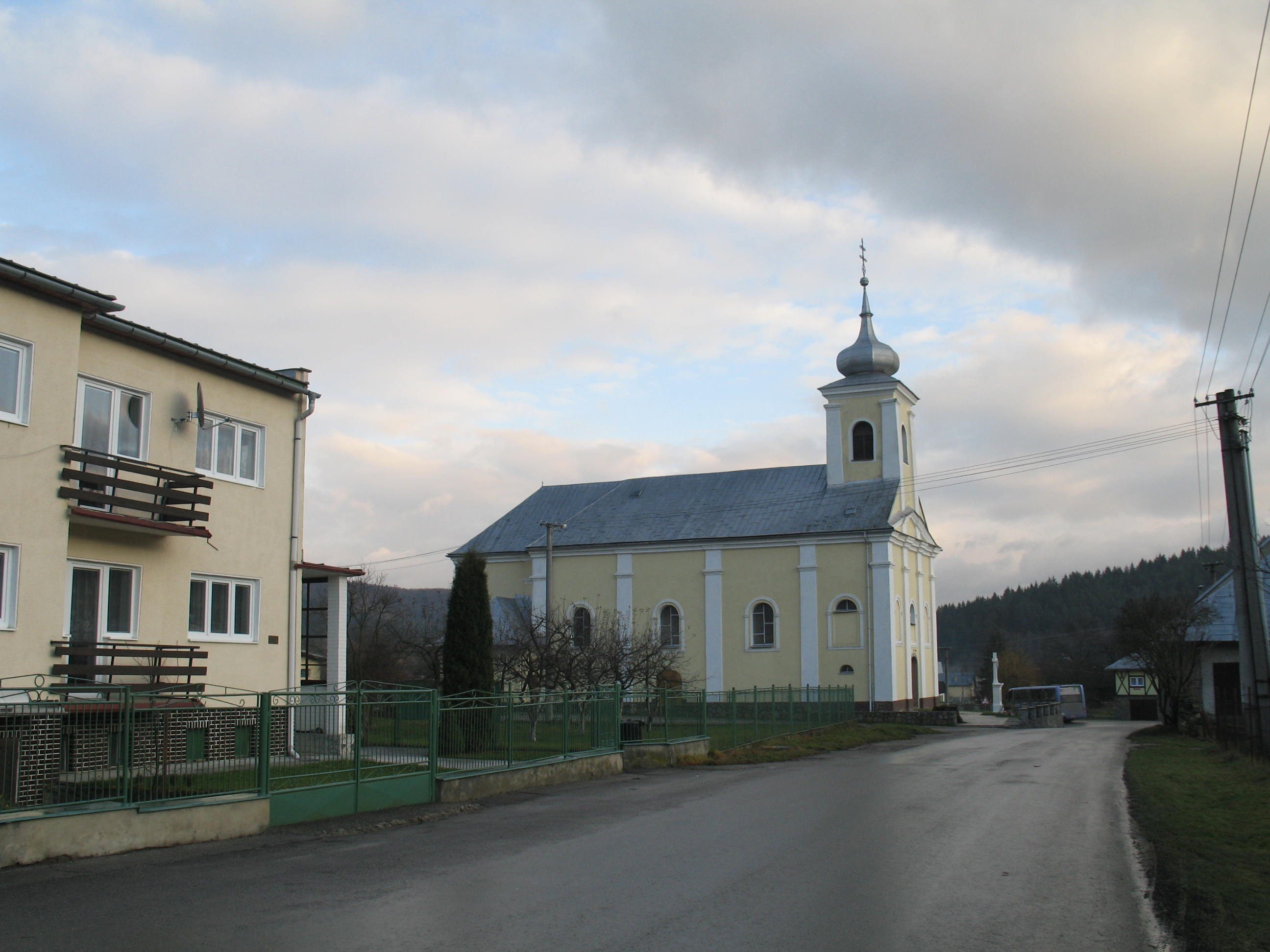
Kostel v Petrovicích

- Studna Smädnica v Petrovské doline
- Kříž pod Pláňami
- Zvonice na Pláňách
- Staré dřevěnice v obci

## Rodáci
- Marcela Laiferová (* 14. července 1945) – zpěvačka